# 대한민국 형사소송법 제318조의4
대한민국 형사소송법 제318조의4는 판결선고기일에 대한 형사소송법의 조문이다.

## 조문
제318조의4(판결선고기일) ① 판결의 선고는 변론을 종결한 기일에 하여야 한다. 다만, 특별한 사정이 있는 때에는 따로 선고기일을 지정할 수 있다.
②변론을 종결한 기일에 판결을 선고하는 경우에는 판결의 선고 후에 판결서를 작성할 수 있다.
③제1항 단서의 선고기일은 변론종결 후 14일 이내로 지정되어야 한다.
[본조신설 2007.6.1.]

## 참조조문

### 형사소송규칙
제146조 (판결서의 작성) 변론을 종결한 기일에 판결을 선고하는 경우에는 선고 후 5일 내에 판결서를 작성하여야 한다.

## 참고 문헌
- 손동권 신이철, 새로운 형사소송법(초판, 2013), 세창, 2013. ISBN 9788984114081